# Список епізодів телесеріалу «Зоряний шлях: Оригінальний серіал»
Створений Джином Родденберрі, науково-фантастичний телевізійний серіал Зоряний шлях (який зрештою отримав ретронім Зоряний шлях: Оригінальний серіал), де головні ролі зіграли Вільям Шетнер (капітан Джеймс Т. Кірк), Леонард Німой (Спок) та Дефорест Келлі (лікар Леонард МакКой), та які подорожують на борту космічного корабля вигаданої Федерації Планет USS Enterprise. Вперше серіал транслювався з вересня 1966 року по червень 1969 року на NBC.
Це перший телевізійний серіал в франшизі Зоряний шлях, який включає 79 епізодів протягом трьох сезонів шоу разом з оригінальним пілотним епізодом «Клітка». 
У 2006 році CBS Paramount Domestic Television (в даний час CBS Television Distribution) оголосила, що кожен епізод Оригінального серіалу буде повторно показаний у високій роздільній здатності після проходження цифрового ремастерингу, включаючи нові та вдосконалені візуальні ефекти. На сьогоднішній день ремастеризовані всі три сезони, які доступні в форматі Blu-ray. 

## Огляд серій
| Сезон | Епізоди | Епізоди | Оригінальний показ | Оригінальний показ |
| Сезон | Епізоди | Епізоди | Перший показ       | Останній показ     |
| ----- | ------- | ------- | ------------------ | ------------------ |
| 1     | 29      | 29      | 8 вересня 1966     | 13 квітня 1967     |
| 2     | 26      | 26      | 15 вересня 1967    | 29 березня 1968    |
| 3     | 24      | 24      | 20 вересня 1968    | 3 червня 1969      |

## Епізоди

### Пілоти (1964–65)
Пілотний епізод «Зоряного шляху» «Клітка» був знятий в період з листопада 1964 року по січень 1965 року, де головні ролі виконали Джефрі Гантер (капітан Крістофер Пайк), Меджел Барретт (Номер Перший) і Леонард Німой (Спок). Пілот був відхилений NBC як «занадто примітивний». Джефрі Гантер вирішив відмовитись від ролі Пайка, коли творцю Джину Родденберрі було запропоновано створити другий пілотний епізод («Куди не ступала нога людини»).
Пілот «Клітка» ніколи не транслювався в оригінальному показі Зоряного шляху на NBC. Лише 4 жовтня 1988 року Paramount Pictures представила вже кольорову версію «Клітки». В грудні 2001 року епізод був вперше випущений на DVD, а пізніше на Blu-ray разом з Оригінальним серіалом.
«Куди не ступала нога людини» - був відзнятий вже при участі нових акторів та переданий NBS, після чого його переробили і випустили не в якості пілота, а як третій епізод першого сезону.
| Назва серії | Зоряна дата | Режисер(и)       | Сценарист(и)     | Оригінальна дата показу | Код серії |
| --- | ----------- | ---------------- | ---------------- | ----------------------- | --------- |
| «Клітка» | Невідомо    | Роберт Батлер    | Джин Родденберрі | 4 жовтня 1988           | 01        |
| Екіпаж USS Enterprise приймає сигнал лиха з планети Талос IV і прибуває туди. На ній капітана Пайка берут в полон група осіб з телепатичними здібностями.                                                  |             |                  |                  |                         |           |
| «Куди не ступала нога людини» | 1312.4      | Джеймс Голдстоун | Семюель Пелепс   | Не виходила             | 02a       |
| Після того, як USS Enterprise намагається перетнути Великий Бар'єр на краю галактики, члени екіпажу Гарі Мітчелл і Елізабет Дехнер розвивають «богоподібні» психічні сили, які загрожують безпеці екіпажу. |             |                  |                  |                         |           |

### Сезон 1 (1966–67)
| Номер | Назва                                                              | Зоряна дата   | Режисер                      | Сценаристи                         | Дата прем'єри     |
| --- | ------------------------------------------------------------------ | ------------- | ---------------------------- | ---------------------------------- | ----------------- |
| 1.00 | «Клітка» (англ. The Cage)                                          | невідомо      | Роберт Баттлер               | Джин Родденберрі                   | 24 червня 1964    |
| «Ентерпрайз» під командуванням капітана Крістофера Пайка йде на допомогу загубленій на планеті Талос-IV експедиції. Там Пайк виявляється в своєрідному зоопарку, який створила розвинена цивілізація для прибульців. Цей епізод був спробою розпочати новий фантастичний серіал, але після попереднього перегляду продюсери залишилися невдоволеними і епізод так і не був показан на телебаченні у початковому варіанті до 1988 року. В подальшому, матеріали цієї серії були використані в епізоді «Звіринець». Враховуючи зауваження, в наступних серіях автори серіалу змінили майже всю акторську команду. Так, замість Крістофера Пайка, капітаном став Джеймс Кірк. |                                                                    |               |                              |                                    |                   |
| |                                                                    |               |                              |                                    |                   |
| 1.01 | «Пастка» (англ. The Man Trap)                                      | 1513.1        | Марк Даніельс                | Джордж Клайтон Джонсон             | 8 вересня 1966    |
| Істота-метаморф проникає на «Ентерпрайз»і починає вбивати людей, висмоктуючи потрібну їй сіль з організмів. Виявити її важко, оскільки істота може набувати будь-яких форм і вміло маскується під членів екіпажу. |                                                                    |               |                              |                                    |                   |
| |                                                                    |               |                              |                                    |                   |
| 1.02 | « Чарлі Ікс» (англ. Charlie X)                                     | 1533.6        | Лоуренс Добкін               | Джин Родденберрі, Д. С. Фонтана    | 15 вересня 1966   |
| Юнак Чарльз Еванс, що єдиний залишився в живих після катастрофи дослідного корабля на планеті Тація, підібраний «Ентерпрайзом» після 14 років життя на самоті. Він виявляється володарем найсильнішого дару — впливати на реальність за допомогою своїх бажань. |                                                                    |               |                              |                                    |                   |
| |                                                                    |               |                              |                                    |                   |
| 1.03 | «Куди не ступала нога людини» (англ. Where No Man Has Gone Before) | 1312.4        | Джеймс Голдстоун             | Самуель Піплес                     | 22 вересня 1966   |
| Команда стикається з аномальним полем біля краю Галактики, яке посилює психокінетичні здібності деяких членів екіпажу. |                                                                    |               |                              |                                    |                   |
| |                                                                    |               |                              |                                    |                   |
| 1.04 | «Чистий час» (англ. The Naked Time)                                | 1704.2        | Марк Даніельс                | Джон Д. Ф. Блек                    | 29 вересня 1966   |
| Підібраний на руйнованій планеті вірус змушує людей божеволіти, занурюючи їх у вигадані світи. |                                                                    |               |                              |                                    |                   |
| |                                                                    |               |                              |                                    |                   |
| 1.05 | «Ворог усередині» (англ. The Enemy Within)                         | 1672.1        | Лео Пенн                     | Річард Матісон                     | 6 жовтня 1966     |
| Несправність транспортера поділяє капітана Кірка на двох: один — жорсткий і агресивний, інший — лагідний і нерішучий. |                                                                    |               |                              |                                    |                   |
| |                                                                    |               |                              |                                    |                   |
| 1.06 | «Маддові жінки» (англ. Mudd's Women)                               | 1329.1        | Харві Хард                   | Джин Родденберрі, Стівен Кенделл   | 13 жовтня 1966    |
| Космічний контрабандист Гаррі Мадд і його гарем з трьох жінок зазнають аварії. «Ентерпрайз» приходить їм на допомогу, в чому капітан Кірк потім довго каявся. Жінки Мадда володіють такою неземною красою, що всі, хто їх бачить, негайно в них закохуються. |                                                                    |               |                              |                                    |                   |
| |                                                                    |               |                              |                                    |                   |
| 1.07 | «З чого зроблені дівчатка?» (англ. What Are Little Girls Made Of)  | 2712.4        | Джеймс Голдстоун             | Роберт Блох                        | 20 жовтня 1966    |
| Вчений дослідник Роджер Корбі виявив на маловивченій планеті залишки технології древньої цивілізації. З її допомогою він навчився створювати андроїдів, повністю ідентичних людям-оригіналам, і вирішив замінити андроїдами все людство. |                                                                    |               |                              |                                    |                   |
| |                                                                    |               |                              |                                    |                   |
| 1.08 | «Мірі» (англ. Miri)                                                | 2713.5        | Вінсент МакЕвіті             | Адріан Спайс                       | 27 жовтня 1966    |
| Кірк і його команда натрапляють на планету, на якій живуть тільки діти. Вчені цієї планети намагалися відкрити секрет вічного життя, але результатом цих спроб стала смерть усіх дорослих на планеті від стрімкої старості. Вцілілі, проживши сотні років у своєму нескінченному дитинстві, тепер теж врешті-решт вмирають від надшвидкого старіння. |                                                                    |               |                              |                                    |                   |
| |                                                                    |               |                              |                                    |                   |
| 1.09 | «Кинджал розуму» (англ. Dagger of the Mind)                        | 2715.1        | Вінсент Макевіті             | Саймон Вінсельберг                 | 3 листопада 1966  |
| Вчений використовує свій винахід, щоб пригнічувати розум людей і робити з них слухняних зомбі. Кірк піддається впливу цього приладу, але все ж таки знаходить у собі сили протистояти навіюванню. |                                                                    |               |                              |                                    |                   |
| |                                                                    |               |                              |                                    |                   |
| 1.10 | «Корбомитний маневр» (англ. The Corbomite Maneuver)                | 1512.2        | Джосеф Сарджент              | Джеррі Сохл                        | 10 листопада 1966 |
| «Ентерпрайз» зустрічається з величезним кораблем загадкового Балока, який дуже войовничо налаштований щодо «Ентерпрайза». |                                                                    |               |                              |                                    |                   |
| |                                                                    |               |                              |                                    |                   |
| 1.11 | «Звіринець, частина 1» (англ. The Menagerie Part I)                | 3012.4        | Роберт Батлер, Марк Даніельс | Джин Родденберрі                   | 17 листопада 1966 |
| Спок зважується на відчайдушний крок і береться доставити колишнього капітана «Ентерпрайза», повністю паралізованого Крістофера Пайка, на планету Талос-IV, яку, після того як «Ентерпрайз» вже побував там один раз («Клітка»), директивами Зоряного Флоту заборонено відвідувати за будь-яких обставин. |                                                                    |               |                              |                                    |                   |
| |                                                                    |               |                              |                                    |                   |
| 1.12 | «Звіринець, частина 2» (англ. The Menagerie Part II)               | 3012.4        | Роберт Батлер, Марк Даніельс | Джин Родденберрі                   | 24 листопада 1966 |
| Збирається суд капітанів, щоб судити Спока. |                                                                    |               |                              |                                    |                   |
| |                                                                    |               |                              |                                    |                   |
| 1.13 | «Совість короля» (англ. The Conscience of the King)                | 2817.6        | Ґерд Освальд                 | Баррі Тріверс                      | 8 грудня 1966     |
| Кірк впізнає в одному з акторів бродячого театру повстанця-бунтівника, який 20 років тому знищив половину населення планети Тарс-IV. На підтвердження його здогадки раптово починаються вбивства людей, які дозволяють впізнати в акторі-трагіку Ентоні Корідане кривавого Кодос-ката. |                                                                    |               |                              |                                    |                   |
| |                                                                    |               |                              |                                    |                   |
| 1.14 | «Рівновага страху» (англ. Balance of Terror)                       | 1709.2        | Вінсент МакЕветі             | Пол Шнайдер                        | 15 грудня 1966    |
| Після 50-річного самітництва ромулани знову вийшли зі своєї системи і проявили агресію щодо Федерації. Але цього разу добре озброєний і підготовлений корабель-невидимка ромуланів зустрів гідну відсіч в особі «Ентерпрайза» і його команди. |                                                                    |               |                              |                                    |                   |
| |                                                                    |               |                              |                                    |                   |
| 1.15 | «Висадка на берег» (англ. Shore Leave)                             | 3025.3        | Роберт Спарр                 | Теодор Стерджен                    | 29 грудня 1966    |
| Члени екіпаж «Ентерпрайза» опиняються на планеті, де їхні думки стають реальністю за допомогою гігантських підземних машин, залишених тут стародавньою цивілізацією. |                                                                    |               |                              |                                    |                   |
| |                                                                    |               |                              |                                    |                   |
| 1.16 | «Галілей-VII» (англ. The Galileo Seven)                            | 2821.5        | Роберт Спарр                 | Теодор Стерджен                    | 5 січня 1967      |
| Спок повинен прийняти командування невеликою групою людей, щоб вижити на ворожій планеті, на яку сів аварійний човник. |                                                                    |               |                              |                                    |                   |
| |                                                                    |               |                              |                                    |                   |
| 1.17 | «Готоський сквайр» (англ. The Squire of Gothos)                    | 2124.5        | Дон Макдугал                 | Пол Шнайдер                        | 12 січня 1967     |
| Дитя надрозумної цивілізації вибирає «Ентерпрайз» як свою нову іграшку. |                                                                    |               |                              |                                    |                   |
| |                                                                    |               |                              |                                    |                   |
| 1.18 | «Арена» (англ. Arena)                                              | 3045.6        | Джозеф Півні                 | Фредерик Браун, Джин Л.Кун         | 19 січня 1967     |
| Переслідуючи зореліт, який напав на форпост Федерації, Кірк, і сам до кінця не розуміючи як, опиняється на дикій, безлюдній планеті і змушений там битися не на життя, а на смерть з капітаном ворожого корабля, ящером Горном. |                                                                    |               |                              |                                    |                   |
| |                                                                    |               |                              |                                    |                   |
| 1.19 | «Завтра — це учора» (англ. Tomorrow is Yesterday)                  | 3113.2        | Майк О’Херліх                | Д. С. Фонтана                      | 26 січня 1967     |
| «Ентерпрайз» провалюється в часі у XX століття, де корабель пеленгують як НЛО. Тепер Кірк і його команда намагаються знищити сліди своєї появи в XX столітті, розуміючи, що це може необоротно змінити хід історії. |                                                                    |               |                              |                                    |                   |
| |                                                                    |               |                              |                                    |                   |
| 1.20 | «Трибунал» (англ. Court Martial)                                   | 2947.3        | Марк Даніельс                | Дон Манкевич, Стівен Д. Карабатсос | 2 лютого 1967     |
| Кірк звинувачується в злочинній недбалості, результатом якої стала смерть члена екіпажу. Але Спок виявляє ряд дивацтв, які допомагають йому зняти з Кірка сфабриковане звинувачення. |                                                                    |               |                              |                                    |                   |
| |                                                                    |               |                              |                                    |                   |
| 1.21 | «Повернення архонтів» (англ. The Return of the Archons)            | 3156.2        | Джозеф Пивни                 | Джин Родденберри, Борис Соберман   | 9 лютого 1967     |
| У пошуках корабля «Архонт», який пропав безвісти понад століття тому на планеті Бета-3000, команда «Ентерпрайза» стикається з цивілізацією людей, якими телепатично управляє бездушний комп'ютер. |                                                                    |               |                              |                                    |                   |
| |                                                                    |               |                              |                                    |                   |
| 1.22 | «Космічне сім'я» (англ. Space Seed)                                | 3141.9        | Марк Даніельс                | Гаррі Вільбер, Джин Л. Кун         | 16 лютого 1967    |
| «Ентерпрайз» виявляє древній космічний корабель «Ботані Бей», на якому в стані анабіозу перебувають створені генною інженерією на Землі наприкінці XX століття надлюди та їхній амбітний лідер — Хан Сінгх. |                                                                    |               |                              |                                    |                   |
| |                                                                    |               |                              |                                    |                   |
| 1.23 | «Смак Армагеддона» (англ. A Taste of Armageddon)                   | 3192.1        | Джозеф Півні                 | Джин Л. Кун, Роберт Хаммнер        | 23 лютого 1967    |
| «Ентерпрайз» знищений! — саме таке повідомлення отримав Кірк на самому початку цієї серії. А далі була війна на знищення ... |                                                                    |               |                              |                                    |                   |
| |                                                                    |               |                              |                                    |                   |
| 1.24 | «Ця сторона раю» (англ. This Side of Paradise)                     | 3417.3-3417.7 | Ральф Сененски               | Джерри Сохл, Д. С. Фонтана         | 2 березня 1967    |
| Прибувши на Омікрон Геті III, Кірк виявляє, що весь його екіпаж захотів залишитися на цій планеті. Не розуміючи в чому справа, він з подивом дивиться на своїх друзів, які, перебуваючи на планеті, відчувають почуття неземного щастя і радості. |                                                                    |               |                              |                                    |                   |
| |                                                                    |               |                              |                                    |                   |
| 1.25 | «Диявол у темряві» (англ. The Devil in the Dark)                   | 3196.1        | Джозеф Півні                 | Джин Л.Кун                         | 9 березня 1967    |
| Загадкові смерті в селищі шахтарів на планеті Янус-VI, в яких намагається розібратися Кірк, виявляються лише захисною реакцією самки істоти, що захищає свої яйця. |                                                                    |               |                              |                                    |                   |
| |                                                                    |               |                              |                                    |                   |
| 1.26 | «Місія милосердя» (англ. Errand of Mercy)                          | 3198.4        | Джон Ньюленд                 | Джин Л.Кун                         | 16 березня 1967   |
| У конфлікт між Федерацією Планет і Клінгонською Імперією втручається древня і мудра цивілізація оргніанів, яка примусово нав'язує мирну угоду між ворогуючими сторонами. |                                                                    |               |                              |                                    |                   |
| |                                                                    |               |                              |                                    |                   |
| 1.27 | «Альтернативний фактор» (англ. The Alternative Factor)             | 3087.6        | Ґерд Освальд                 | Дон Інгальс                        | 23 березня 1967   |
| «Ентерпрайз» і його команда зустрічають дивну людину, Лазаруса, чиє життя — боротьба зі злим двійником з паралельного всесвіту. |                                                                    |               |                              |                                    |                   |
| |                                                                    |               |                              |                                    |                   |
| 1.28 | «Місто на краю вічності» (англ. The City on the Edge of Forever)   | 3134.0        | Джозеф Півні                 | Харлан Еліссон                     | 6 квітня 1967     |
| У результаті певного збігу обставин Маккой потрапляє в 1930 рік і історія змінюється. Кірк і Спок теж потрапляють в Нью-Йорк 30 років XX століття і намагаються повернути історію в колишнє русло, але з'ясовується, що для цього повинна померти дівчина, яку Кірк встиг полюбити, перебуваючи в минулому. |                                                                    |               |                              |                                    |                   |
| |                                                                    |               |                              |                                    |                   |
| 1.29 | «Операція "Знищити"„ (англ. Operation - Annihilate!)               | 3287.2        | Хершел Даугхертлі            | Стівен В. Карабатсос               | 13 квітня 1967    |
| Кірк дізнається, що на планеті Денева загадково помирають поселенці, серед яких є його рідний брат. Кірк і Спок починають розслідування цих смертей. |                                                                    |               |                              |                                    |                   |
| |                                                                    |               |                              |                                    |                   |

### Сезон 2 (1967–68)
| Номер | Назва                                                    | Зоряна дата | Режисер            | Сценаристи                                | Дата прем'єри     |
| --- | -------------------------------------------------------- | ----------- | ------------------ | ----------------------------------------- | ----------------- |
| 2.01 | «Час шаленства» (англ. Amok Time)                        | 3372.7      | Джозеф Півні       | Теодор Стерджен                           | 15 вересня 1967   |
| Фізіологія вулканців обов'язково вимагає виходу сексуальної енергії організму раз на сім років. У цей період вони стають дещо неспокійними. У Спока саме почався цей процес. |                                                          |             |                    |                                           |                   |
| |                                                          |             |                    |                                           |                   |
| 2.02 | «Хто сумує за Адонаєм?» (англ. Who Mourns for Adonais?)  | невідомо    | Марк Даніельс      | Джин Л. Кун, Гілберт Ралстон              | 22 вересня 1967   |
| «Ентерпрайз» зустрічається з давньогрецьким божеством - Аполоном, який живе на покинутій планеті та мріє повернути минулі часи, коли натовпи вірян поклонялись йому, великому й могутньому, а він роздавав їм свою любов і нескінченну мудрість. |                                                          |             |                    |                                           |                   |
| |                                                          |             |                    |                                           |                   |
| 2.03 | «Перевертень» (англ. The Changeling)                     | 3451.9      | Марк Даніельс      | Джон Мерідіт Лукас                        | 29 вересня 1967   |
| Зонд «Мандрівник», який було запущено з Землі на початку XXI століття, забув у ході аварії своє первинне завдання - дослідження космосу, і тепер, навпаки, намагається знищити все «недосконале». |                                                          |             |                    |                                           |                   |
| |                                                          |             |                    |                                           |                   |
| 2.04 | «Дзеркало, дзеркало» (англ. Mirror, Mirror)              | невідомо    | Марк Даніельс      | Джером Біксбі                             | 6 жовтня 1967     |
| Йонний шторм збиває налаштування транспортерів, в результаті чого Кірк, Скотті, Ухура та Маккой потрапляють в альтернативний всесвіт. Там Федерація - не оплот миру й правди в Галактиці, а жорстока держава, що придушує спроби волевиявлення інших цивілізацій. |                                                          |             |                    |                                           |                   |
| |                                                          |             |                    |                                           |                   |
| 2.05 | «Яблуко» (англ. The Apple)                               | 3715.0      | Джозеф Півні       | Джин Л.Кун, Мак Ехрлік                    | 13 жовтня 1967    |
| Уявний рай, виявлений командою «Ентерпрайза» на Гамма Тріангулі VI, насправді керується комп'ютером, який, не допускаючи втручання у свої справи ззовні, намагається знищити «Ентерпрайз». |                                                          |             |                    |                                           |                   |
| |                                                          |             |                    |                                           |                   |
| 2.06 | «Машина страшного суду» (англ. The Doomsday Machine)     | 4202.9      | Марк Даніельс      | Норман Спінрад                            | 20 жовтня 1967    |
| Гігантський корабель-робот, що кочує Галактикою, нищить будь-яке життя на своєму шляху. Шляхи цього корабля та «Ентерпрайза» перетинаються. |                                                          |             |                    |                                           |                   |
| |                                                          |             |                    |                                           |                   |
| 2.07 | «Пастка» (англ. Catspaw)                                 | 3018.2      | Джозеф Півні       | Роберт Блох                               | 27 жовтня 1967    |
| На черговій досліджуваній планеті «Ентерпрайз» виявляє створінь, які за допомогою «елементарної магії» здатні творити речі, що виходять за межу розуміння Кірка та його команди. |                                                          |             |                    |                                           |                   |
| |                                                          |             |                    |                                           |                   |
| 2.08 | «Я, Мадд» (англ. I, Mudd)                                | 4513.3      | Марк Даніельс      | Девід Геррольд, Стівен Кендел             | 3 листопада 1967  |
| Знову «Ентерпрайз» стикається з андроїдами, мета яких спрямована не на користь людству. Поява Гаррі Мадді, старого знайомого Кірка, має все пояснити. |                                                          |             |                    |                                           |                   |
| |                                                          |             |                    |                                           |                   |
| 2.09 | «Метаморфоза» (англ. Metamorphosis)                      | 3219.8      | Ральф Сененскі     | Джин Л.Кун                                | 10 листопада 1967 |
| Кірк із товаришами потрапляють на невелику планету, де живе пустельник Зефрам Кохрейн, якого оберігає якась нематеріальна життєва форма, названа ним Компаньйоном. Ця істота піклується про нього і догоджає всім його бажанням, зокрема, коли він почав сумувати від самотності, воно привело до нього Кірка, Спока та Маккоя.                                                                          |                                                          |             |                    |                                           |                   |
| |                                                          |             |                    |                                           |                   |
| 2.10 | «Вавилонський рейс» (англ. Journey to Babel)             | 3842.3      | Джозеф Півні       | Д. С. Фонтана                             | 17 листопада 1967 |
| Убито одного з послів незалежних планет, яких «Ентерпрайз» везе на мирну конференцію. Підозра падає на Сарека, посла планети Вулкан і батька Спока. |                                                          |             |                    |                                           |                   |
| |                                                          |             |                    |                                           |                   |
| 2.11 | «Дитя п'ятниці» (англ. Friday's Child)                   | 3497.2      | Джозеф Півні       | Д. С. Фонтана                             | 1 грудня 1967     |
| Намагаючись вести мирні переговори на Капеллі-IV, команда «Ентерпрайза» виявляється залученою в спровоковану клінгонами громадянську війну та має вберегти від смерті вагітну дружину лідера цієї планети. |                                                          |             |                    |                                           |                   |
| |                                                          |             |                    |                                           |                   |
| 2.12 | «Смертельні роки» (англ. The Deadly Years)               | 3478.2      | Джозеф Півні       | Д. С. Фонтана                             | 8 грудня 1967     |
| Кірк, Спок, Мак-Кой та ще кілька офіцерів «Ентерпрайза» піддаються впливу радіації, в результаті чого у них різко прискорюється процес старіння. Вже за 24 години після події кораблем керує 70-річний старий, що страждає маразмом та втратою пам'яті... |                                                          |             |                    |                                           |                   |
| |                                                          |             |                    |                                           |                   |
| 2.13 | «Одержимість» (англ. Obsession)                          | 3619.2      | Ральф Сененскі     | Арт Велейс                                | 15 грудня 1967    |
| Корабель зустрічається з нематеріальним енергетичним вампіром, що блукає галактикою і висмоктує кров у своїх жертв. Колись давно, на зорі своєї кар'єри, лейтенант Кірк вже стикався з цією істотою. Тоді він не зміг зупинити її, зараз у нього з'явився другий шанс. |                                                          |             |                    |                                           |                   |
| |                                                          |             |                    |                                           |                   |
| 2.14 | «Вовк в вівчарні» (англ. Wolf in the Fold)               | 3614.9      | Джозеф Півні       | Роберт Блох                               | 22 грудня 1967    |
| Під час перебування на планеті, населеній мирним гедоністичним суспільством, команда «Ентерпрайза» зіткнулася з низкою таємничих убивств, в ході яких підозра падає на одного з членів екіпажу. |                                                          |             |                    |                                           |                   |
| |                                                          |             |                    |                                           |                   |
| 2.15 | «Халепа з тріблами» (англ. The Trouble with Tribbles)    | 4523.3      | Джозеф Півні       | Девід Геррольд                            | 29 грудня 1967    |
| Ніхто не підозрював, що маленькі, пухнасті звірята, які називаються тріблами, можуть розмножуватися з величезною швидкістю. За кілька годин після того, як Ухура принесла першого трібла, подарованого їй галантним торговцем Сірано Джонсом, «Ентерпрайз» був повністю паралізований засиллям тріблів у всіх куточках корабля. Але виявляється, що крім купи проблем трібли здатні приносити й користь. |                                                          |             |                    |                                           |                   |
| |                                                          |             |                    |                                           |                   |
| 2.16 | «Гравці Тріскеліона» (англ. The Gamesters of Triskelion) | 3211.7      | Джин Нельсон       | Маргарет Армен                            | 5 січня 1968      |
| Кірк, Чехов і Ухура потрапляють в ситуацію, коли їм для виживання доводиться грати в гладіаторські ігри. |                                                          |             |                    |                                           |                   |
| |                                                          |             |                    |                                           |                   |
| 2.17 | «Доля в справі» (англ. A Piece of the Action)            | 4598.0      | Джеймс Комак       | Девід П. Хармон, Джин Л. Кун              | 12 січня 1968     |
| Відвідавши чергову планету, екіпаж «Ентерпрайза» виявляє там цивілізацію, побудовану на принципах бандитського Чикаго 1920-х років. |                                                          |             |                    |                                           |                   |
| |                                                          |             |                    |                                           |                   |
| 2.18 | «Імунний синдром» (англ. The Immunity Syndrome)          | 4307.1      | Джозеф Півні       | Роберт Сабарофф                           | 19 січня 1968     |
| Гігантська амеба розміром в тисячі миль з'являється в районах Федерації, витягаючи життєву енергію з усього. Вона здатна знищувати цілі населені зоряні системи, але будучи по натурі одноклітинним найпростішим, амеба не здатна протистояти розумним мешканцям галактики. |                                                          |             |                    |                                           |                   |
| |                                                          |             |                    |                                           |                   |
| 2.19 | «Маленька особиста війна» (англ. A Private Little War)   | 4211.4      | Марк Даніельс      | Джин Л.Кун, Дон Інгельс, Джин Родденберрі | 2 лютого 1968     |
| Кірк дізнається, що мирних мешканців села, з якими він встиг потоваришувати, постійно атакують Люди Пагорбів, яким таємно постачає зброєю Клінгонська Імперія. Кірк, намагаючись дотримати баланс сил, вступає в цю громадянську війну на стороні мешканців села. |                                                          |             |                    |                                           |                   |
| |                                                          |             |                    |                                           |                   |
| 2.20 | «Повернення у завтра» (англ. Return to Tomorrow)         | 4768.3      | Ральф Сененскі     | Джин Родденберрі, Джон Т.Дуган            | 9 лютого 1968     |
| Представники дуже древньої цивілізації, які півмільйона років існують тільки у вигляді чистої енергії, замкнені у своїх кришталевих кулях-носіях, просять Кірка і Спока позичити їм свої тіла, щоб вони змогли побудувати андроїдів, оселитися в них і зажити нормальним життям. |                                                          |             |                    |                                           |                   |
| |                                                          |             |                    |                                           |                   |
| 2.21 | «Зразок сили» (англ. Patterns of Force)                  | 2534.0      | Вінсент Макевіті   | Джон Мерідіт Лукас                        | 16 лютого 1968    |
| «Ентерпрайзу» трапилося виявити культуру, побудовану за принципом нацистської Німеччини першої половини XX століття. |                                                          |             |                    |                                           |                   |
| |                                                          |             |                    |                                           |                   |
| 2.22 | «Будь-чиїм іменем» (англ. By Any Other Name)             | невідомо    | Марк Даніельс      | Джером Біксбі, Д. С. Фонтана              | 23 лютого 1968    |
| Команду «Ентерпрайза» захоплює група кілванів, дослідників з галактики Андромеда, що прилетіли в нашу Галактику на розвідку і тепер намагаються повернутись додому не надто оригінальним, але загрозливим способом. |                                                          |             |                    |                                           |                   |
| |                                                          |             |                    |                                           |                   |
| 2.23 | «Слава Омеги» (англ. The Omega Glory)                    | невідомо    | Вінсент МакЕвіті   | Джин Родденберрі                          | 1 березня 1968    |
| На орбіті планети Омега-IV «Ентерпрайз» виявляє покинутий міжзоряний корабель «Ексетер». Незабаром з'ясовуються й неприємніші подробиці цієї історії. |                                                          |             |                    |                                           |                   |
| |                                                          |             |                    |                                           |                   |
| 2.24 | «Досконалий комп'ютер» (англ. The Ultimate Computer)     | 4729.4      | Джон Мерідіт Лукас | Лоуренс Н.Вольф, Д. С. Фонтана            | 8 березня 1968    |
| Проведене на «Ентерпрайзі» випробування нового комп'ютера М-5, покликаного замінити людей на кораблях Федерації, дало несподівано зворотний результат. Комп'ютер, що перейняв риси мислення у свого не зовсім нормального творця, вийшов з-під контролю і почав загрожувати всьому, що вважав для себе потенційною загрозою.                                                                             |                                                          |             |                    |                                           |                   |
| |                                                          |             |                    |                                           |                   |
| 2.25 | «Хліба і видовищ» (англ. Bread and Circuses)             | 4729.4      | Ральф Сененскі     | Джин Родденберрі, Д. С. Фонтана           | 15 березня 1968   |
| Капітан Кірк і його супутники вимушені битися на гладіаторських іграх на планеті на зразок Римської імперії. |                                                          |             |                    |                                           |                   |
| |                                                          |             |                    |                                           |                   |
| 2.26 | «Ціль: Земля» (англ. Assignment: Earth)                  | невідома    | Марк Даніельс      | Арт Веллейс, Джин Родденберрі             | 29 березня 1968   |
| Кірк і Спок повертаються на Землю, в 20-е століття, щоб спробувати запобігти Третій світовій війні. |                                                          |             |                    |                                           |                   |
| |                                                          |             |                    |                                           |                   |

### Сезон 3 (1968–69)
| 3.01                                                                                                   | "Мозок Спока" | невідома |  |  |
| --- | ------------- | -------- |  |  |
| Чарівна незнайомка, телепортується на корабель "Ентерпрайз" і викрадає мозок Спока для свого народу... |               |          |  |  |
| |               |          |  |  |
| |               |          |  |  |